# مجلس النواب التايلندي
مجلس النواب التايلاندي (بالتايلندية: สภาผู้แทนราษฎร;)‏ هو مجلس النواب للجمعية الوطنية التايلاندية وهو الفرع التشريعي للحكومة التايلاندية ونظام الحكم في تايلاند ملكي دستوري بنظام الديموقراطية البرلمانية ويتألف مجلس النواب التايلاندي من 500 مقعدا يتم انتخاب 375 عضوا بالانتخابات المباشرة بنظام الدائرة الانتخابية الواحدة بينما يتم تعيين 125 عضو بناء على طريقة التمثيل النسبي في قائمة الأحزاب وتشكل الأغلبية في مجلس النواب التايلاندي الحكومة التايلاندية وتختار رئيس الوزراء والذي يقوم بدورة بإختيار الوزراء ومدة المجلس أربع سنوات.

## وصلات خارجية
- الموقع الإلكتروني للجمعية الوطنية التايلاندية